# 浅井氏
浅井氏（あざいし、あざいうじ、旧字体：淺井氏）は、日本の氏族のひとつ。本項では、近江国の国人で京極家の家臣で、戦国時代に北近江で勢力を持って、戦国大名となった浅井氏について述べる。
その他の浅井氏としては、宇多源氏佐々木氏の支流、桓武平氏千葉氏の支流、藤原北家秀郷流小堀氏の支流などがある。

## 浅井の読み方
「浅井」の読み方について、アサイ（清音）とアザイ（濁音）の二通りの説があり、当時どちらの発音だったのか議論が行われている。小和田哲男は修士論文テーマ『近江・浅井氏』での現地調査で滋賀県で、現代「あざい」と読む、また名字は地名から取るが浅井郡も「あざい」と読み道路地名標識もAZAIとローマ字標記してあることから、アザイ説を提唱している。
これに対して宮島敬一は『浅井氏三代』中で、①『和名類聚抄』に「あさい」と訓じてあること、②本来「浅」を「あざ」と訓ずることはないこと、③「あざい」と読んでいる易林本『節用集』では朝倉氏も「あざくら」と読んでいること、④近江浅井氏の「あさい」の語源は朝日（あさひ）郷の転化によるものとするのが自然であること、を理由に挙げて、「あさい」と読むべきだとしている。

## 近江浅井氏の出自
近江浅井郡に居を構えた豪族の浅井氏の出自には、よく知られた二つの俗説がある。
第一には三条公綱落胤説であるが、これは『浅井三代記』によれば、嘉吉年中（2年とも）に三条大納言公綱が勅勘を蒙って左遷され、近江守護の佐々木京極持清に預けられて、三条家の知行地として近江浅井郡丁野村を与えられてそこに住んだが、そこで一子もうけたのが浅井氏の祖の浅井重政とするもので、3年後に勅勘を許されて公綱は京に戻るがほどなく亡くなったという。三条公綱は、藤原北家閑院流正親町三条家（嵯峨家）の一門であり、これを受けた『寛政重修諸家譜』にも藤原公季流（閑院流）と記されている。ただし、三条家の近江の知行地は坂田郡加田村と別地であり、三条公綱の没年が記録と合わず、勅勘を蒙って左遷されたという事実も見当たらない。『浅井三代記』と『浅井系図』による創作のようである。
第二には物部守屋後裔説であるが、『史料集覧』によれば、敏達天皇、守屋大臣の後裔俊忠、その子式部大輔藤原忠次、初めて武家となり、浅井郡の五ヶ所村を知行して、俊政より27代後が浅井亮政とするものである。亮政の父を廣政とする。これが浅井氏を物部姓守屋流とするものであるが、この説は物部守屋を敏達天皇の子としたり、物部姓と藤原姓が混濁するなど明らかな問題がある。
この他、『寛永諸家系図伝』では、近江の在地郡司である公家の庶子が入り婿したという大江氏支流説を載せている。

### 古代・中世の浅井氏
『竹生島縁起』には貞観13年（871年）に浅井盤稲、翌14年に浅井広志根らの名が記されている。平安時代初期から浅井を名乗る人々がいたと考えられるものの、『竹生島縁起』が室町時代に編纂されたものである点は注意が必要である。 
確実な史料としては、長浜市（旧・余呉町）の源昌寺本尊薬師如来背銘に建保3年（1215年）の銘があり、浅井氏の名が記されている。また、寛喜3年（1231年）の年号を持つ円満寺の古鐘銘にも浅井氏の名が見えることなどから、浅井氏は鎌倉時代よりこの地に勢力を持っていたことは疑いない。 
ただし、これ以降15世紀後半まで浅井氏に関する史料は途絶えるため、彼らが戦国時代の浅井氏に直接繋がるとは断定できない。 
戦国大名浅井氏に繋がる人物が現れる最古の史料は文明12・13年（1480年 - 1481年）ごろの『清水寺再興奉加帳』で、「江州浅井蔵人丞直種」の名がある。『江北記』によれば、浅井蔵人とは備前守（浅井亮政）の父である。『江北記』には京極氏の「根本当方被官」12氏として、今井氏、河毛氏、赤尾氏、安養寺氏、三田村氏らとともに浅井氏が列記されている。

## 近江浅井氏

### 近江浅井氏当主
- 浅井直政 - 天文9年（1540年）没。

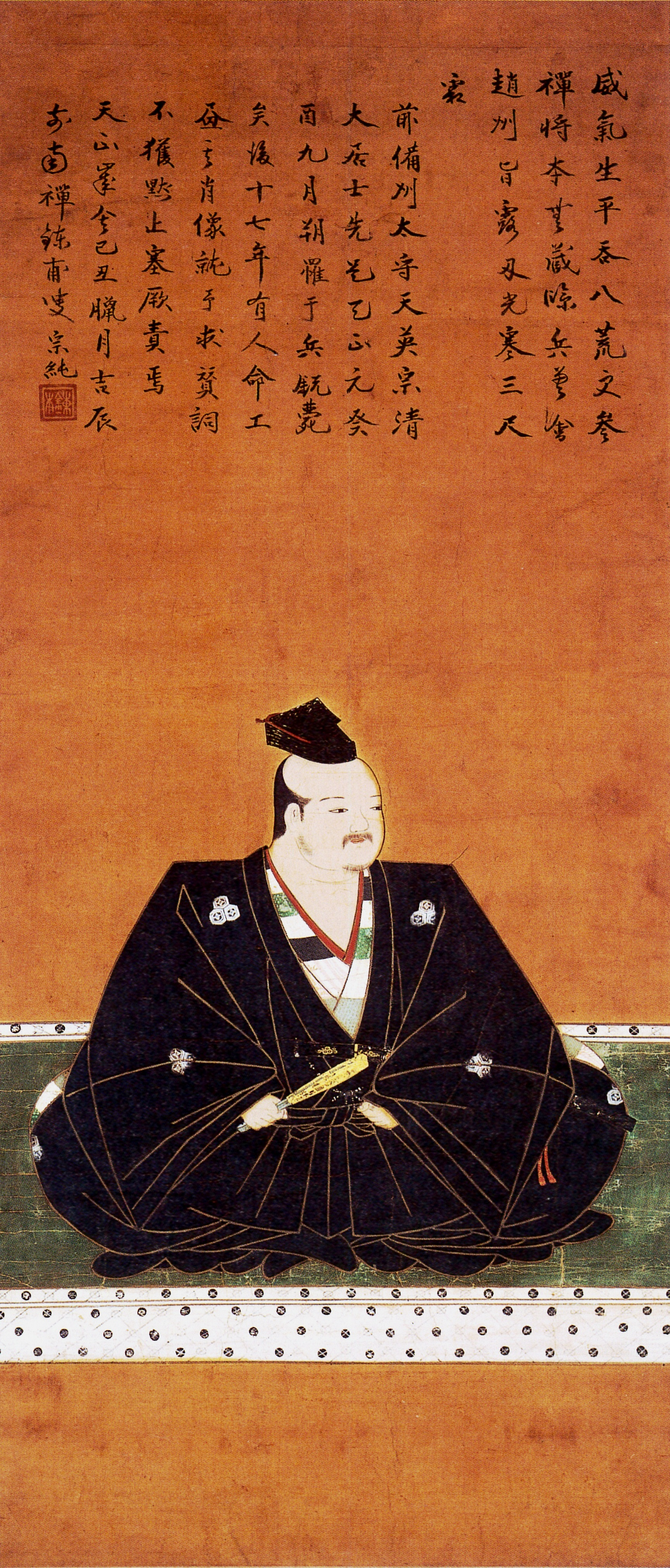
浅井長政像

- 浅井亮政 - 直政の娘婿。天文11年（1542年）没。
- 浅井久政 - 亮政の庶子。永禄3年（1560年）隠居。天正元年（1573年）自害。
- 浅井長政 - 久政の嫡男。天正元年（1573年）自害。

### 歴史

#### 国人一揆の盟主に
浅井氏は元は近江守護京極氏の被官だったが、京極氏の内紛（京極騒乱）をきっかけに大きく成長を遂げることとなる。京極高清はこの内紛に勝利したものの、京極氏は弱体化し、京都にいることの多い高清に代わり江北を実質的に支配したのは高清の勝利に貢献した上坂家信だった。大永元年（1521年）家信が死去し、家信の子・上坂信光が跡を継いだが、信光も家信同様専横を強めた。大永3年（1523年）、浅井亮政・浅見氏・三田村氏・堀氏・今井氏といった国衆は上坂信光と京極高清・高慶父子を尾張へ追い出した。浅見貞則を盟主とする国人一揆は京極高延（高清の子・高慶の兄）を新たな守護に擁立した。
しかし浅見貞則もまた専横を強めたため、大永4年末から5年初ごろに、浅井亮政は京極高清を復帰させることで浅見貞則を失脚させた。これにより亮政は国人一揆の盟主となったものの、江南の六角氏の度重なる侵攻に悩まされることとなる。他方で、六角氏という外敵に対し国人らが危機感を抱いたことで、浅井氏が上坂氏・浅見氏と同じ末路を辿らずに力を強めることに繋がったとする見解もある。なおこの時期から浅井氏と朝倉氏が同盟関係にあり、六角氏が小谷城を攻めた際に朝倉宗滴が浅井氏来援に訪れたとする話があるが、実際には六角氏に合力したものと現在では考えられている。

#### 京極氏から六角氏へ
天文3年（1534年）8月20日、亮政は小谷の宿所で京極高清・高延父子を饗応する。それまで国人たちの筆頭にすぎなかった浅井氏は、この饗応を通じて、浅井氏が国人たちの上に立って京極氏を支える地位にあること、それが京極氏に公認されたものであることを、国人たちに痛感させた。
天文7年（1538年）京極高清が死去したことで高延が跡を継ぐが、これを好機として京極高慶と六角定頼が手を結んで攻勢に出る。亮政は敗北し和議を結ぶが、今度はその内容に不満を抱いた高延が天文10年（1541年）亮政に対して反旗を翻す。天文11年（1542年）に亮政が死去したこともあり高延は勢いに乗り、亮政の跡を継いだ久政は天文19年（1550年）ごろに高延と和議を結ぶ。
高延と久政は江南に攻勢をかけるが、天文22年（1553年）、逆に六角義賢に敗北し浅井氏は六角氏に服属的な地位となったとされる。久政の嫡男、猿夜叉は義賢の偏諱を受け賢政を名乗り、六角氏重臣・平井定武の娘を娶った。

#### 尾張織田氏との同盟から滅亡へ
永禄3年（1560年）、嫁を強制送還した賢政が強硬派家臣を率いて六角氏との決戦に臨んだ野良田の戦いでは、義賢に大勝する。浅井氏を六角氏から独立させると、久政は家臣たちから強制的に隠居させられ、浅井家当主の座には賢政こと、浅井長政が座ることになる。しかし、久政の政治的発言力が完全に失われたわけではなく、隠居後も彼は浅井家中において一定の発言力を有していたという。
長政は永禄10年頃に美濃を支配した尾張国の織田信長と同盟を結び、信長の妹のお市の方を妻として迎えて、六角氏からの自立を図った。信長は将軍足利義昭を奉じて上洛し、義昭を通じて畿内や地方に影響力を強めており、信長との同盟は臣従的であったが対六角氏との関係では効果的に機能した。しかし、元亀元年（1570年）に、信長が浅井氏の同盟国である朝倉義景を攻めるべく越前に侵攻すると、家中には動揺が生じたという。
信長の朝倉侵攻に際して家中では織田と朝倉のどちらに味方するべきか意見が分かれるが、浅井久政や宿将の赤尾清綱らが親朝倉路線を主張したためか、同年4月には長政は信長との同盟を破棄し織田軍に背後から襲いかかっている（金ヶ崎の戦い）。これにより長政と信長の同盟関係は手切となり、以後両者は対立関係となる。同年6月には浅井・朝倉勢と織田勢との間で勃発した姉川の戦いにおいて敗退する。
その後、朝倉氏の他に摂津の三好氏や、六角氏など信長に圧迫されていた勢力も対抗姿勢を強める。元亀2年には信長と将軍義昭が敵対し、義昭は浅井・朝倉氏や本願寺など畿内勢力のほか甲斐国武田氏などの遠方勢力に呼びかけ信長包囲網を迎合するが、元亀4年に甲斐の武田信玄が三河・尾張への侵攻（西上作戦）中に病没すると、信長は反攻を強めた。
同年に信長は将軍義昭を京から追放し、天正元年（1573年）に織田勢が浅井氏の本拠である小谷城へ侵攻すると（小谷城の戦い）、朝倉氏は小谷城への救援のため派兵するが織田勢に敗退し、滅亡する（一乗谷城の戦い）。小谷城において抗戦した長政・久政親子も自害し、浅井氏は滅亡した。

### 末裔
長政の嫡男・万福丸は処刑され、万福丸の弟・万寿丸は福田寺に入り正芸と号したとされるため、浅井氏の嫡流は断絶したと考えられてきた。しかし、正芸が還俗し直政と名乗り、その子孫とされる家が熊本県熊本市と大分県西国東郡真玉町に現存する。
また長政の庶子・浅井井頼が丸亀藩の客分となっていたことが明らかとなっている。
浅井氏の一族には小谷城落城以降も幕臣や各藩の家臣となって家系を繋いだ者も多い。浅井氏の一族を称する尾張藩の藩医・浅井国幹は『浅井氏家譜大成』を著した。

### 寺院との関係
- 徳勝寺 - 下山田（現・長浜市下山田）にあった医王寺を永正15年（1518年）に亮政が小谷城下に移し浅井家の菩提寺としたとされる。浅井氏滅亡後豊臣秀吉によって長浜に移された[31]。
- 高野山持明院 - 長政・市夫妻の画像を所蔵する。淀殿が長政の十七回忌・市の七回忌の追善供養として納めたとされる[31]。
- 養源院 - 文禄3年（1594年）に淀殿が父長政のために建てた。開山は浅井一族の成伯[31]。

城跡近くの小谷寺は檀家寺であり、木之本浄信寺は菩提寺である。

### 浅井氏の戦国大名化はいつか
守護京極氏の被官として国人の身分から勢力を拡大した浅井氏だったが、家臣団との間に京極氏のような純然たる主従関係ではなく、横並びの「一揆」的・「国衆」的関係を一定程度持ち続けたと指摘されている。
亮政・久政・長政の3代の浅井氏当主は実名と官途・通称で文書に表れ、京極氏・六角氏の「御屋形様」とは明確な差がある。また浅井氏当主の文書に主従関係を取り扱う直状はなく、奉行人奉書もない。水藤真は、そのような家臣団編成・官僚組織の未熟さを理由に、浅井氏を戦国大名ではなく一国人であったとする。
宮島敬一は浅井氏について東国・西国の専制的戦国大名とは異なっていても、戦国大名である点を否定せず、天文3年（1534年）の小谷における京極高清・高延饗応を「新たな地域社会秩序の誕生」、戦国大名の誕生と位置付けている。小和田哲男は、賢政が長政に改名した永禄4年（1561年）を、国人の自分の戦いへの動員（永禄四年六月二十日付垣見助左衛門尉宛文書「垣見文書」）、支城在番制の採用（磯野員昌の佐和山城配置）が確認できることから戦国大名化の開始としている。

## その他の系統
- 田屋明政の系統（三好へ改称）、尾張浅井氏の浅井新八郎の系統などは、江戸幕府旗本として続いた。

## 近江浅井家の女性
- 文和慶集尼 - 直政母
  - 浅井蔵屋 - 直政女、亮政妻
    - 海津殿 - 鶴千代。明政妻
      - 海津局 - 明政長女、政高妻、三好直政母。淀殿のち崇源院、千姫侍女
      - 饗庭局 - 明政次女、内藤長秋母。淀殿乳母
      - 近江局 - 明政三女、崇源院侍女

    - 浅井千代鶴 - 久政母の説あり
    - 尼子馨庵 - 亮政妻、久政母の説あり
- 小野殿 - 井口阿古。久政室
  - 浅井松市 - 久政長女、三田村定頼妻
  - 浅井寿慶 - 久政次女、浅井忠種室
  - 近江殿 - 斎藤龍興室
  - 養福院 - 久政女、京極マリア、京極高吉室
  - 昌安見久尼 - 阿久。久政庶長女
  - 大弐尼 - 久政女。六角義実女房
- 平井定武女 - 長政室
- お市の方 - 長政室
  - 淀殿 - 茶々。長政女、豊臣秀吉室
  - 常高院 - 初。京極高次室
  - 崇源院 - 江もしくは督、のち江与。徳川秀忠室、徳川家光母及び東福門院母
- 八重の方 - 長政室、七郎母?
- 本念宗心大姉 - 長政室、くす母
  - 浅井くす - 長政女
  - 刑部卿局 - 長政女、千姫乳母
- 南殿 - 宗如。浅井丹波守妻、浅井亮親母
- 寿忻 - 浅井亮親妻
- 浅井永久 - あるいは恵久。浅井丹波守長女
- 広瀬殿 - 寿盛。浅井丹波守次女、浅井兵衛五郎妻
- 対馬局 - 浅井定政女。東福門院女房
- 出羽局 - 浅井清忠女。東福門院女房

## 浅井氏家臣団
浅井氏の家臣団は元々浅井氏の家臣であった譜代系である田辺氏・保多氏・矢野氏・遠藤氏らのほかに、かつて京極氏家臣団の頃に同格であった赤尾氏・赤田氏・海津氏・小山氏・三田村氏・八木氏・布施氏・今井氏・磯野氏・阿閉氏などの名前が挙げられる。譜代家臣の数の少なさは浅井氏の近江支配には大きな問題点であった。少なくとも亮政の頃には国人層による連合制的な面が強く、代を経るごとに支配体制が強化している。磯野員昌を磯野氏本拠の磯野山城ではなく、元は小川氏の居城で百々内蔵助戦死後の佐和山城に置き、浅見氏の居城であった山本山城に阿閉氏を配した天文年間以降には支城在番制に近いものを構想していた様子もうかがえる。
だが集権的とは言いがたく、長政の代に織田信長との戦いが長期化すると元・京極氏家臣団の中からは浅井氏を離反するものが多く現れた。なお、桑田忠親は永禄年間の浅井領支城数は73ほど検出されているとしている。
- 赤尾清綱
- 海北綱親
- 雨森清貞
- 遠藤直経
- 磯野員昌
- 阿閉貞征
- 宮部継潤
- 新庄直頼
- 小川祐忠
- 藤堂高虎
- 野村直隆
- 浅見道西
- 安養寺氏種
- 大野木秀俊
- 百々盛実
- 今井定清
- 井口経親：「湖北四家」の一家。父経元は亮政の重臣であったが亮政の身代わりとして箕浦合戦で戦死し、それに感謝した亮政は経親を重用したと伝わる。経親の妹（従妹と言う説も）は久政の妻（小野殿）となり長政を出産している。子に経長
- 三田村国定：左衛門大夫。横山城を大野木秀俊らと共に守護していたが、姉川の戦いにおいて戦死。三田村氏は京極氏の根本被官であったが、浅井氏の勢力拡大の際に二つに割れた。浅井側についた三田村氏の三田村定頼が亮政の娘と結婚しているため、親族衆に数える向きもある。国定は定頼の一族であろうが、関係はっきりしない。国定の4人の子が小谷落城の際に織田軍と交戦・戦死しているので、年齢的には久政に近いのであろう。定頼とは兄弟か。なお三田村定頼・光頼父子も小谷落城時に討ち死にしている。
- 弓削家澄：通称六郎左衛門。姉川合戦にて戦死。弓削氏は京極家の重臣であったが後に浅井氏に仕えた。びわ町に弓削屋敷跡とされる弓削館が残る。
- 赤田姓：小谷城の戦いにて戦死。赤田氏は京極家の重臣であったが後に浅井氏に仕えた。
- 脇坂秀勝：通称左介。久政の代から浅井家の家臣。外交文書などを発行する奏者を勤めた。出身地が近い脇坂安明・安治親子と同族であろうが、関係ははっきりしない。
- 中島直親：横山城主中島日向守直頼の子。通称宗左衛門。1573年、丁野城を攻めた織田軍に攻め落とされた後、記録が途絶える。
- 片桐直貞：通称孫右衛門・肥後守。小谷城須賀谷を守備していたとされる。後に豊臣秀吉に仕えた。片桐且元の父。
- 今村氏直：通称孫六郎。1570年、姉川の戦いに参陣し、討死。